# Ущицкая волость
Ущицкая волость — упразднённая административно-территориальная единица 3-го уровня и бывшее муниципальное образование со статусом сельского поселения в Куньинском районе Псковской области России.
Административный центр — деревня Ущицы.

## География
Территория волости граничила на востоке с Боталовской, на юге — с Слепнёвской волостями Куньинского района, на западе — с Великолукским районом Псковской области.

## Население
| 2002 | 2010 | 2012 | 2013 | 2014 | 2015 |
| ---- | ---- | ---- | ---- | ---- | ---- |
| 952  | ↘838 | ↘792 | ↗798 | ↘788 | ↘774 |

## Населённые пункты
В состав Ущицкой волости входило 17 деревень: Ущицы, Быково, Дохино, Дубняки, Жегалово, Захаркино, Зеленово, Корнилово, Красная Горка, Курьяниха, Лукино, Мокрики, Новарково, Сергино, Ступино, Шутово, Ямниково.

## История
Постановлением Псковского областного Собрания депутатов от 26 января 1995 года все сельсоветы в Псковской области были переименованы в волости, в том числе Ущицкий сельсовет был превращён в Ущицкую волость.
Законом Псковской области от 28 февраля 2005 года в границах волости было также создано муниципальное образование Ущицкая волость со статусом сельского поселения с 1 января 2006 года в составе муниципального образования Куньинский район со статусом муниципального района.
Законом Псковской области от 30 марта 2015 года Ущицкая волость была упразднена и вместе с Боталовской, Назимовской, Слепнёвской эти территории 11 апреля 2015 года были объединены во вновь образованную Куньинскую волость.